# Secret Sphere
Secret Sphere es un grupo de power metal italiano, procedentes de la región de Alessandria. Comenzaron su actividad en el verano de 1997 gracias al talentoso guitarrista Aldo Lonobile.
Después de algunos cambios de formación durante los primeros días, la formación actual del grupo grabaron su álbum debut "Mistress Of The Shadowlight" en 1999.
En el año 2000 Secret Sphere apareció en prestigioso homenaje a Helloween "Keepers Of Jericho" junto a grandes nombres como Sonata Arctica, Rhapsody, Trick or Treat entre otras.
Después del segundo álbum, "A Time Never Come" 2001, Secret Sphere se concentró en gira por toda Europa y firmó con Nuclear Blast en el 2003 para sacar su tercer álbum " Scent Of Human Desire " Producido por Achim Köhler (sinner, primal fear), su tercer álbum cosechó excelentes críticas y un alto ranking en la prensa internacional del Metal. En 2003 tocaron en varios festivales tan conocidos como el Metal Dayz en Suiza la banda también fue invitado a tocar en el festival ProgPower EE. UU. en 2004.
Más tarde, la banda decidió romper con el baterista Luca Cartasegna, debido a puntos de vista diferentes sobre la dirección musical del futuro, así que los chicos llamaron a Daniel Flores (Mind's Eye), un batería sueco amigo de la banda para grabar el nuevo álbum, "Heart & Anger" su 4º álbum, 2º con la discográfica Nuclear Blast producido por Achim Köhler
Pocos meses después del lanzamiento la banda contratado al baterista talentoso Federico Pennazzato. Que era el hombre adecuado para sentarse detrás de la batería y completar la formación. En marzo del año 2012 recientes declaraciones a través de una famosa red social Roberto Ramon Messina el vocalista de la banda abandona la misma dejando en claro diferencias musicales en pleno desarrollo del séptimo álbum de estudio, se fue en muy buenos términos con el resto de la banda, el sustituto de Roberto todavía es un verdadero misterio.
El 14 de mayo de 2012 se anuncia que Michele Luppi es el nuevo vocalista. Después de 8 años con la formación el cantante Michele Luppi deja la banda de manera amistosa para abrirse paso a su carrera solista. Actualmente Secret Sphere trabaja en un nuevo álbum buscando un nuevo vocalista.
La formación actual es la siguiente
Roberto Messina - Voz
Gabriele Ciaccia - Teclados
Federico Pennazzato - Batería
Aldo Lonobile - Guitarra
Marco Pastorino - Guitarra
Andrea Buratto - Bajo
Con anterioridad, también formaron parte de la banda
Michele Luppi - Voz
Antonio Agate - Teclados
Paco Gianotti - Guitarra
Daniel Flores - Batería
Dave Simeone - Batería
Cristiano Scagliotti - Batería
Luca Cartasegna - Batería
Gianmaria Saggi - Guitarra

## Discografía
Álbumes de estudio
1999 - Mistress of Shadowlight
2001 - A Time Never Come
2003 - Scent of Human Desire
2005 - Heart and anger
2008 - Sweet Blood Theory
2010 - Archetype
2012 - Portrait Of A Dying Heart
2015 - A Time Never Come
2017 - The Nature of Time
2021 - Lifeblood
2023 - Blackened Heartbeat
Demos
1998 - Between Legend and Story
También participaron en el disco homenaje a Helloween, The Keepers of Jericho, en 2000.
Official Web
Official myspace 
- Datos: Q1497683
- Multimedia: Secret Sphere / Q1497683